# Eburodacrys
Eburodacrys är ett släkte av skalbaggar. Eburodacrys ingår i familjen långhorningar.

## Dottertaxa tillEburodacrys, i alfabetisk ordning[1]
- Eburodacrys aenigma
- Eburodacrys alini
- Eburodacrys amazonica
- Eburodacrys apua
- Eburodacrys asperula
- Eburodacrys assimilis
- Eburodacrys ayri
- Eburodacrys bilineata
- Eburodacrys callixantha
- Eburodacrys campestris
- Eburodacrys catarina
- Eburodacrys coalescens
- Eburodacrys costai
- Eburodacrys crassimana
- Eburodacrys crassipes
- Eburodacrys cunusaia
- Eburodacrys curialis
- Eburodacrys decipiens
- Eburodacrys dubitata
- Eburodacrys eburioides
- Eburodacrys elegantula
- Eburodacrys eurytibialis
- Eburodacrys flexuosa
- Eburodacrys fortunata
- Eburodacrys gaucha
- Eburodacrys gigas
- Eburodacrys granipennis
- Eburodacrys guttata
- Eburodacrys havanensis
- Eburodacrys hesperidis
- Eburodacrys hirsutula
- Eburodacrys laevicornis
- Eburodacrys lancinata
- Eburodacrys lanei
- Eburodacrys laticlavia
- Eburodacrys lenkoi
- Eburodacrys lepida
- Eburodacrys longilineata
- Eburodacrys luederwaldti
- Eburodacrys lugubris
- Eburodacrys mancula
- Eburodacrys martinezi
- Eburodacrys megaspilota
- Eburodacrys monticola
- Eburodacrys moruna
- Eburodacrys nemorivaga
- Eburodacrys notula
- Eburodacrys obscura
- Eburodacrys perspicillaris
- Eburodacrys pilicornis
- Eburodacrys pinima
- Eburodacrys prolixa
- Eburodacrys puella
- Eburodacrys pumila
- Eburodacrys punctipennis
- Eburodacrys putia
- Eburodacrys quadridens
- Eburodacrys raripila
- Eburodacrys rhabdota
- Eburodacrys rubicunda
- Eburodacrys rufispinis
- Eburodacrys sanguinipes
- Eburodacrys seabrai
- Eburodacrys seminigra
- Eburodacrys sexguttata
- Eburodacrys sexmaculata
- Eburodacrys silviamariae
- Eburodacrys stahli
- Eburodacrys sticticollis
- Eburodacrys sulfurifera
- Eburodacrys sulphureosignata
- Eburodacrys superba
- Eburodacrys trilineata
- Eburodacrys triocellata
- Eburodacrys truncata
- Eburodacrys tuberosa
- Eburodacrys vespertina
- Eburodacrys vidua
- Eburodacrys vittata
- Eburodacrys xirica